# MC Loma e As Gêmeas Lacração
MC Loma e As Gêmeas Lacração foi um trio musical de cantoras, compositoras e dançarinas brasileiras formado por Paloma Roberta Silva Santos, mais conhecida como MC Loma, e pelas irmãs gêmeas Mariely e Mirella Santos da Silva, mais conhecidas como Gêmeas Lacração. O grupo ficou reconhecido nacionalmente em 2018 com o hit Envolvimento.
O uso de maquiagens com cores em neon e um tom característico de comédia são características marcantes em seus clipes. A canção Envolvimento do grupo alcançou a primeira posição na lista "As 50 virais do mundo" do Spotify e mais de 350 milhões de visualizações no YouTube, como então um dos vídeos de maiores acessos em poucas horas.

## História
Antes da carreira, Loma cantava na igreja. Mirella e Mariely haviam escrito a letra da canção Envolvimento e a primeira propôs às outras duas a gravação de um videoclipe, que viralizou no dia seguinte. A canção foi considerada o hit do Carnaval de 2018. tendo cantada em diversos blocos de carnaval. Diversos cantores, como Wesley Safadão, Solange Almeida e Anitta, quem se apresentou com o o trio e ajudou na divulgação do hit, cantaram a canção.Com o sucesso, o trio assinou contrato com a gravadora Start Music (KondZilla Records), lançou um novo clipe de Envolvimento em fevereiro de 2018 e iniciou a gravação de várias outras canções e videoclipes pela gravadora. Um desses clipes, o da canção Passinho do Japonês, lançada em março de 2018, foi acusado de estereotipar a cultura e a aparência física de japoneses.
Em julho de 2018, MC Loma e as Gêmeas Lacração tiveram seus shows cancelados em Recife e João Pessoa após ser constatado que Loma, com apenas 15 anos, não estava frequentando a escola. Rescindiram contrato com a sua produtora Start Music no final de 2018, alegando mau gerenciamento de sua carreira, visto que, mesmo com diversos shows agendados, MC Loma e as Gêmeas Lacração passavam dificuldades financeiras, onde a produção não repassava os valores totais ao grupo, devido aos cachês cobrados por shows, que ficavam para eles, sem elas saber. Com a quebra contratual, as artistas passaram a ter uma dívida milionária com a produtora.
Ficaram quase um ano impedidas de cantar devido a este processo judicial, já que o contrato do trio com a Start Music ainda seguia em vigor, e não permitia que elas se apresentem sem o consentimento da empresa que ainda responde pela carreiras delas, mas após quase um ano sem apresentações, conseguiram a quebra do monopólio contratual da empresa sobre suas apresentações. O trio acabou retornando a gravação de clipes em fevereiro de 2019, sob nova assessoria artística. O processo de MC Loma e As Gêmeas Lacração corre em segredo de justiça. As artistas, enquanto afastadas da música, passaram a ganhar dinheiro com parcerias e divulgando marcas no Instagram, e pretendem continuar com esta fonte de renda, além da música.

## Integrantes

### MC Loma

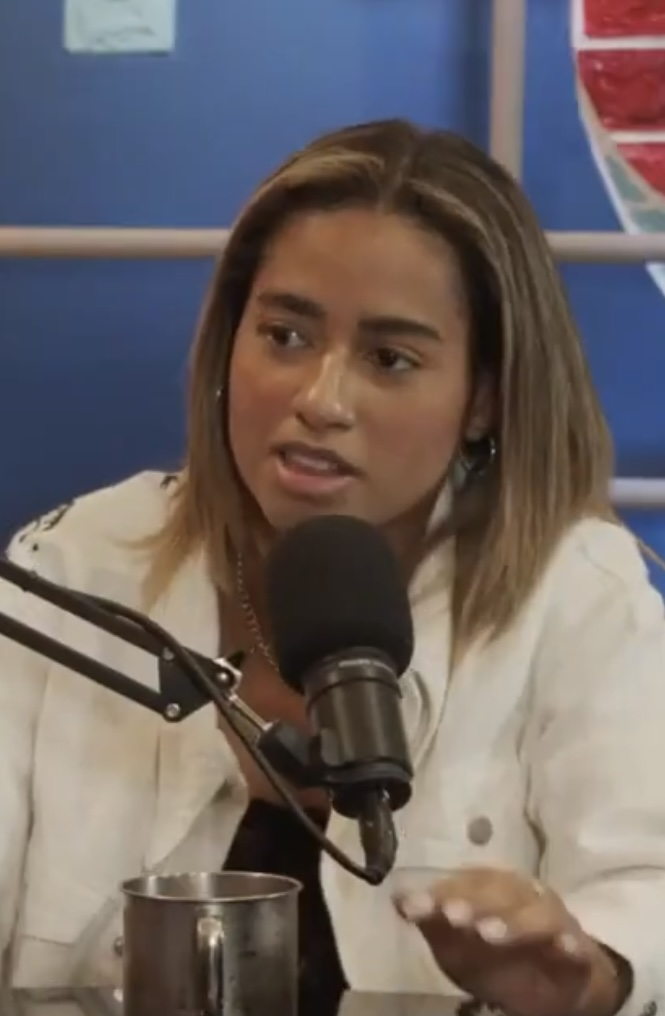
MC Loma em um podcast em 2021

Paloma Roberta Silva Santos (Jaboatão dos Guararapes, 29 de outubro de 2002) mais conhecida como MC Loma, é uma cantora e influenciadora digital brasileira. É a cantora principal do trio, antes cantar profissionalmente, Loma já cantava na igreja. Apesar de atuar principalmente como cantoras, já compôs algumas músicas ao lado das gêmeas. Em setembro de 2022, Paloma deu a luz a sua primeira filha, chamada Melanie. Atualmente vive no Recife com a filha e se concentra em sua carreira como influenciadora.

### Mariely Santos

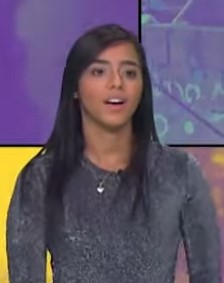
Mariely no TVZ em 2018.

Mariely Santos da Silva (Jaboatão dos Guararapes, 15 de agosto de 1999), também conhecida como Mariely Gêmea Lacração, é uma influenciadora digital, dançarina, compositora e cantora brasileira. É uma das compositoras do trio e dançarina. Mariely já fez participação em algumas músicas do trio, mas já revelou que prefere atuar como influencidora. Desde maio de 2020, tem um relacionamento com o webdesigner André Santis, de quem ficou noiva em outubro de 2023. Atualmente Mariely vive com o noivo em São Paulo, porém ela também comprou um apartamento no Recife para ficar perto de Mirella, Paloma e suas sobrinhas. Mariely revelou que considera MC Loma como sua irma e sua filha, Melanie, como sobrinha.

### Mirella Santos

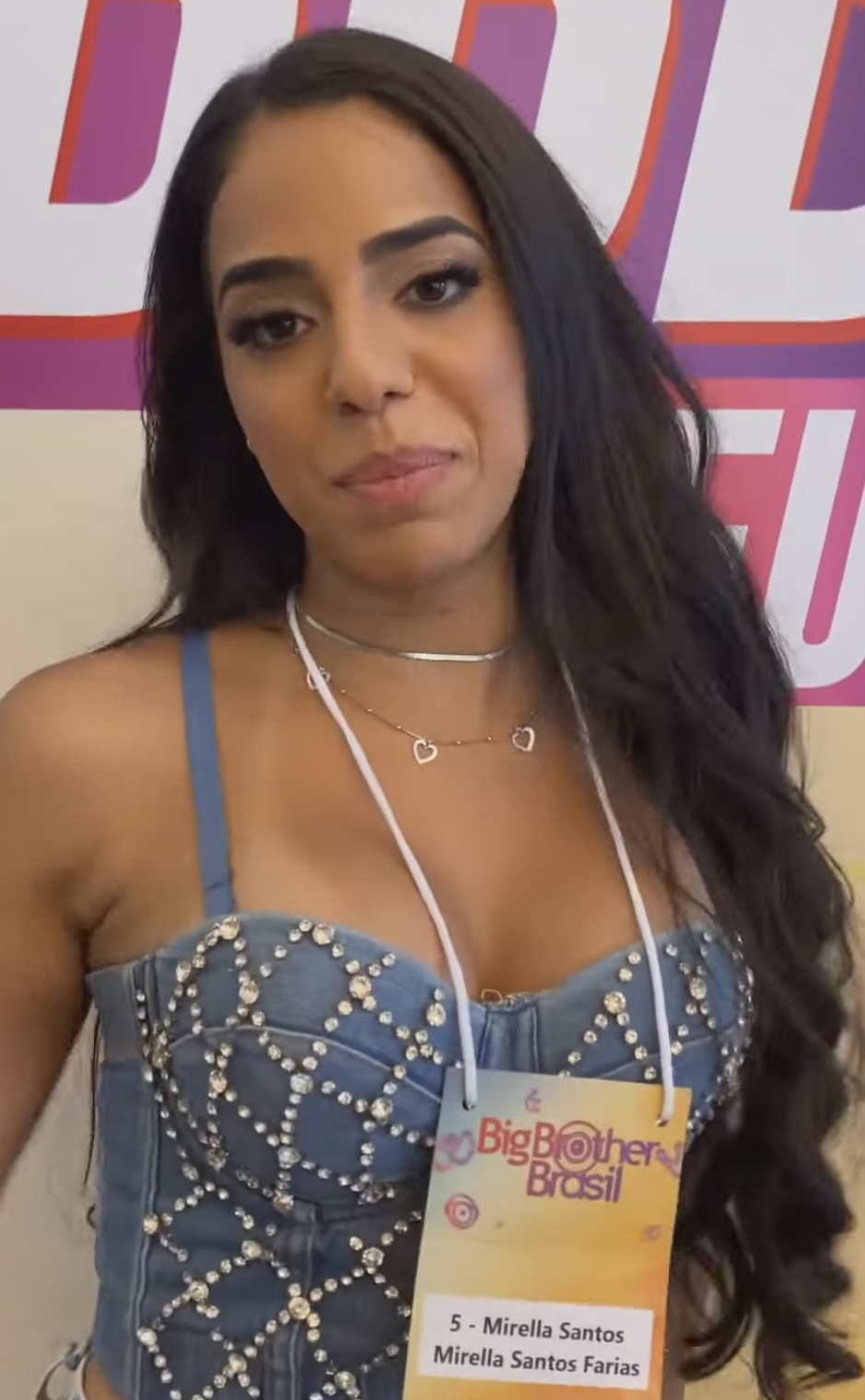
Mirella em um evento do Big Brother Brasil em 2023

Mirella Santos Farias (Jaboatão dos Guararapes, 15 de agosto de 1999), também conhecida como Mirella Gêmea Lacração, é uma influenciadora digital, dançarina, compositora e cantora brasileira. É principal compositora do trio e também atua como dançarina. Mirella já fez participações em músicas do trio. Em 31 de agosto de 2021, se casou com o surfista Gabriel Farias, com quem já mantinha um relacionamento desde setembro de 2019. Em 2022, Mirella junto de Mariely e Loma, voltou a fazer sucesso nas redes sociais, mostrando o dia a dia do trio com sua família. Em 9 de fevereiro de 2024, Mirella deu a luz a sua primeira filha, chamada Luna Gabriela.  Atualmente vive no Recife junto do marido, da filha e da mãe.

## Discografia

### Videoclipes
| Ano  | Título | Direção                                                 | Diretor(es)                                    | Participação                     |
| ---- | --- | ------------------------------------------------------- | ---------------------------------------------- | -------------------------------- |
| 2018 | "Envolvimento (original)" - Lançado: 20 de janeiro de 2018 - Gravadora: Independente - Formatos: Digital download           | MC Loma e As Gêmeas Lacração                            | MC Loma e As Gêmeas Lacração                   |                                  |
| 2018 | "Patricinha de Favela" - Lançado: 26 de janeiro de 2018 - Gravadora: Independente - Formatos: Digital download              | MC Loma e As Gêmeas Lacração                            |                                                | Ni do Badoque                    |
| 2018 | "Envolvimento (versão KondZilla)" - Lançado: 9 de fevereiro de 2018 - Gravadora: Independente - Formatos: Digital download  | Kondzilla                                               |                                                |                                  |
| 2018 | "Treme Treme" - Lançado: 16 de fevereiro de 2018 - Gravadora: Start World - Formatos: Digital download                      | Start World                                             | Tchatchael                                     | Dj Kelvinho                      |
| 2018 | "Na Vibe" - Lançado: 23 de fevereiro de 2018 - Gravadora: Start World - Formatos: Digital download                          | Start World                                             | Tchatchael                                     | DJ Torricelli                    |
| 2018 | "Meu Ritmo" - Lançado: 2 de março de 2018 - Gravadora: Start World - Formatos: Digital download                             | Start World                                             | Tchatchael                                     | DJ Torricelli                    |
| 2018 | "Paralisa" - Lançado: 9 de março de 2018 - Gravadora: Start World - Formatos: Digital download                              | Start World                                             | Tchatchael                                     | MC WM                            |
| 2018 | "Passinho do Japonês" - Lançado: 16 de março de 2018 - Gravadora: Start World - Formatos: Digital download                  | Start World                                             | Tchatchael                                     | DJ Kelvinho                      |
| 2018 | "Lacração" - Lançado: 23 de março de 2018 - Gravadora: Start World - Formatos: Digital download                             | Start World                                             | Tchatchael                                     | Os Cretinos                      |
| 2018 | "Rebola" - Lançado: 13 de abril de 2018 - Gravadora: Start World - Formatos: Digital download                               | Start World                                             |                                                | DJ BL                            |
| 2018 | "Disputa do BumBum" - Lançado: 1 de junho de 2018 - Gravadora: Start World - Formatos: Digital download                     | Start World                                             | Vitor Tavares e Tchatchael                     | DJ Dael                          |
| 2018 | "Hit Paradinho" - Lançado: 15 de junho de 2018 - Gravadora: Start World - Formatos: Digital download                        | Start World                                             | Tchatchael                                     | DJ Dael                          |
| 2018 | "Tá Suave, Tá Legal" (lyric video) - Lançado: 27 de julho de 2018 - Gravadora: Universal Music - Formatos: Digital download | Universal Music International / Aftercluv / Start Music | Tchatchael e Miguel Cariello                   | MC Jhey, DJ Kelvinho, Batidão RP |
| 2019 | "Malévola" - Lançado: 24 de fevereiro de 2019 - Gravadora: Independente - Formatos: Digital download                        | Infinity Films                                          | MC Loma e As Gêmeas Lacração e Victor Ferreira | DJ Dubai                         |
| 2019 | "Ela Me Usa e Abusa" - Lançado: 17 de maio de 2019 - Gravadora: Start Music - Formatos: Digital download                    | Start Music                                             | Mateus Rigola                                  | Calice                           |
| 2019 | “Xonadão” - Lançado: 16 de outubro de 2019 - Gravadora: Produtora X - Formatos: Digital download                            | Mateus Rigola                                           | Mateus Rigola                                  | —                                |
| 2019 | “Quero em Dobro” - Lançado: 22 de dezembro de 2019 - Gravadora: Produtora X - Formatos: Digital download                    | Dream Records / Produtora X / Vitor Tavares             | Vitor Tavares                                  |                                  |
| 2020 | “Predadora” - Lançado: 07 de fevereiro de 2020 - Gravadora: Produtora X - Formatos: Digital download                        | Dream Records / Produtora X / Vitor Tavares             | Vitor Tavares                                  |                                  |
| 2020 | “TAVA ALI” - Lançado: 14 de março de 2020 - Gravadora: Produtora X - Formatos: Digital download                             | Dream Records / Produtora X / Vitor Tavares             | Vitor Tavares                                  |                                  |

### Participações em músicas
| Ano  | Título                                                                                                | Artista                | Direção     | Diretor(es)    |
| ---- | --- | ---------------------- | ----------- | -------------- |
| 2018 | "No Talentinho" - Lançado: 21 de maio de 2018 - Gravadora: Kondizilla - Formatos: Digital download    | MC Gui                 | Kondzilla   |                |
| 2018 | "Não Se Apaixona" - Lançado: 24 de maio de 2018 - Gravadora: Start World - Formatos: Digital download | Jerry Smith            | Start Music |                |
| 2018 | "Pac Pac" - Lançado: 8 de junho de 2018 - Formatos: Digital download                                  | PANKADON, Aretuza Lovi | Clã Filmes  | Phill Mendonça |
| 2018 | "O Rei Mandou" - Lançado: 22 de junho de 2018 - Gravadora: Start World - Formatos: Digital download   | MC Jhey                | Start Music | Tchatchael     |